# Керолайн Кеннеді

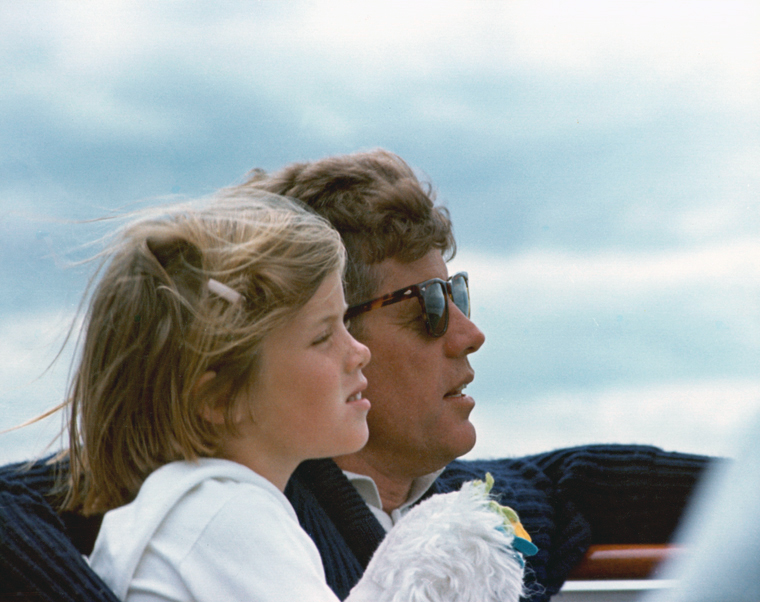
Керолайн з батьком, серпень 1963

Керолайн Був'є Кеннеді (англ. Caroline Bouvier Kennedy; нар. 27 листопада 1957, Нью-Йорк) — американська адвокатка та письменниця, амбасадорка США в Японії з 2013 по 2014 рік.

## Біографія
Народилася в 1957 році в Нью-Йорку в родині Джона і Жаклін Кеннеді. Названа на честь тітки, Керолайн Лі Був'є. З лютого 1961 року жила разом з родиною в Білому домі. У листопаді 1963 року, коли Керолайн було без п'яти днів шість років, батька вбили в Далласі. Після трагедії родина влаштувалася в Мангеттенському кварталі Верхній Іст-Сайд. Молодший брат Керолайн Джон загинув 1999 року, а інший, Патрік, помер через два дні після передчасних пологів 9 серпня 1963 року. Єдина з нині живих дітей подружжя Кеннеді.
Кеннеді закінчила Редкліф коледж при Гарвардському університеті і влаштувалася на роботу в Метрополітен-музей. У 1988 році Колумбійським університетом їй присвоєно ступінь докторки юридичних наук.
Ще навчаючись в Гарварді, Кеннеді захопилася фотографією, працювала помічницею фотокореспондента на Олімпійських іграх 1976 року в Інсбруку. Однак основна діяльність Кеннеді пов'язана з юриспруденцією, політикою і благодійною діяльністю. У 1989 році Кеннеді разом з іншими членами сім'ї організувала премію «Профіль відваги» (англ. Profile in Courage Award). З 2002 по 2004 рік працювала директоркою Управління стратегічного партнерства департаменту освіти Нью-Йорка. Нині також займає крісло президента Бібліотеки Джона Кеннеді. У співавторстві з Еллен Альдерман написла дві книги на тему громадянських свобод.
У 2008 році Кеннеді підтримала кандидатуру Барака Обами на президентських виборах і активно брала участь у його передвиборній кампанії. У 2009 році претендувала на місце в Сенаті від штату Нью-Йорк, що звільнилося Гілларі Клінтон (що пішла на пост держсекретарки), проте пізніше зняла свою кандидатуру, пославшись на особисті причини. Місце Клінтон зайняла Кірстен Джилебренд.
Влітку 2013 року призначена посолкою США в Японії.
З 1986 року одружена з Едвіном Шлоссбергом. Народила трьох дітей.